# Jan Pfeiffer
Jan Pfeiffer (17. dubna 1928 Praha – 4. srpna 2019 Lomnice nad Lužnicí) byl celoživotní skaut, lékař a profesor neurologie, který je považován za jednoho ze zakladatelů české rehabilitační medicíny.

## Život
Narodil se 17. dubna 1928 v Praze v sanatoriu Dr. Jerie v Londýnské ulici. Byl pokřtěn jménem Jan Gustav Pfeiffer Burian.
Dětství prožil v Lomnici nad Lužnicí, obce na Třeboňsku. Otec byl lékařem a Jan ho poté následoval v této profesi. Studoval na gymnáziu v Třeboni. V roce 1947 odešel studovat do Prahy medicínu, kde se specializoval na neurologii.  Od roku 1950 do roku 1952 pracoval jako fiškus. V roce 1950 také začal pracovat na Neurologické klinice v Kateřinské ulici a také v Jedličkově ústavu jako konzultant.
Po promoci v roce 1952 dostal umístěnku do Dubí u Teplic na plicní oddělení. Měl nastoupit do Chomutova, ale začala epidemie poliomyelitidy, takže zůstal na infekčním oddělení v Teplicích až do konce roku 1953. Později nastoupil na vojnu na dva roky. Sloužil v Praze. Po vojně vyhrál konkurz na Fakultu dětského lékařství, součástí byla část Jedličkova ústavu. Sem nastoupil jako sekundární lékař. V Jedličkově ústavu pracoval plně do roku 1959, kdy atestoval z neurologie a byl přijat na Neurologickou kliniku. 
"V partaji jsem byl, když jsem přišel sem na kliniku, tedy na neurologickou kliniku, tak z Jedličkova ústavu jsem dostal doporučení, že mě maj určitě dát do strany. To byl rok 60."
A tak tedy začátkem 60. let vstoupil do strany a zůstal tam až do pádu komunismu v roce 1989. Díky členství ve straně neměl žádné profesní obtíže.
Rehabilitace měla v této době vysokou odbornou úroveň, ale spíše zaměřené neurofyziologicky. Cestoval ,díky získaní stipendií, po celé Evropě. Setkával se spoustou lékařů, kteří byli, nebo neustále jsou, jedničky ve svém oboru. Tyto cesty pro něj znamenaly informace k pojetí moderní rehabilitace a zlepšování ji.
V roce 1972 se stal přednostou rehabilitačního oddělení na Neurologické klinice na III. interní klinice Fakultní nemocnice a krajským odborníkem rehabilitace pro Prahu. O 10 let později byla založena Katedra rehabilitačního lékařství, pro kterou dostal budovu Albertově č. 7, dříve Balneologický ústav. O par let později v roce 1986 byl jmenován profesorem. V tomto roce vznikla také Klinika rehabilitačního lékařství, kde fungoval v interprofesním rehabilitačním týmu.
Začal používat pojem pojem rehabilitant. Jde o pacienta, který již zakončil akutní program, ale pokračuje v rehabilitaci. Byl také spoluzakladatel tzv. "cvičného bytu". Na počátku Založil tréninkovou místnost pro nácvik denních činností, které se postupně zvětšovala o další bezbariérové místnosti. Vytvořil také první ergoterapeutické dílny. Dále se podílel na vytvoření Centra Duha pro osoby s mentální postižením. Klinika rehabilitačního lékařství se postupně soustředila na pacienty po poškozená mozku a stala se metodickým centrem rehabilitace těchto lidí. V roce 1997 profesor Pfeiffer vydal na ministerstvu zdravotnictví ČR jako první spoluautor příručku „Činnost center rehabilitace“, a také vydal mnoho knih o medicíně. Dále je spoluautorem zákona o rehabilitaci.
Byl také velkým vzorem pro generace studentů lékařské fakulty. Obohacoval je nejen o znalosti, ale i svým smyslem pro humor. Dokonce i pacienty provázela jeho láska k přírodě. Učil je, jak se stát odolnou, samostatně jednající osobností.
V roce 2011 byla založena technická škola v Kambodži. Byla postavena za pomocí skautů i s podporou sponzorských příspěvků a u příležitosti 80. narozenin manželky prof. Pfeiffera, Janky, byla pojmenovaná jejich jmény - JHP škola – Janka a Honza Pfeifferovi. 
Poslední rozloučení proběhlo ve středu 21.8.2019 v kostele sv. Jiljí v Praze na Starém Městě.

## Skauting
Jan Pfeiffer měl už od dětství zálibu ve skautingu, jelikož jeho strýcové Miroslav a Gustav Burianovi stáli u zakládání střediska Kalich v Táboře. Jeho počátky skautování ovlivnilo hlavně čtení knih od E. T. Setona a také kniha Přírodou a životem k čistému lidství od Miloše Seiferta. On sám s kamarádem založil družinu v Lomnici nad Lužnicí ještě během protektorátu. O této družině jsou i písemné podklady uložené ve skautském středisku 13 klíčů právě v Lomnici nad Lužnicí. Další skautský oddíl provozovali se spolužáky na gymnáziu v Třeboni. Hned po skončení války skauting zažil obrovskou pozornost dětí a tak založil s kamarádem Jaroslavem Švecem oficiální oddíl v Lomnici nad Lužnicí a tím založili i středisko 13 klíčů, které funguje do teď. Oddíl byl nazván Racci, podle Honzovi přezdívky Racek.
Po odchodu do Prahy na vysokou školu se připojil k vysokoškolskému roverskému kmenu (VRK) . Zde se potkal s Pavlem Křivským, se kterým a s dalšími členy VRKu se začal oddělovat do jiného oddílu. Oddíl nazvali Kruh. Kruh nefungoval jako roverský kmen, ale velmi je to ovlivňovalo. Po komunistickém převratu byl Pavel obviněn a po jeho zatčení byli vyslýcháni i ostatní členové Kruhu.
Jeho legální skautování začíná pořádně až po revoluci, kdy odchovanci "starého Kruhu" zakládají kurzy Fons (z latinského Ad fontes). Cílem kurzů bylo předat poselství Kruhu dospívající generaci skautů a skautek a nabídnout jim vzdělání i v jiné dimenzi. Postupně tak vznikly kurzy FONS (prameny), PONS (mosty) a MONS (hory), které na sebe navazovaly a k nimž později přibyl ještě Fonticulus pro mladší R&R.
I přesto, že bydlel v Praze, velmi rád jezdil, se dívat na "své" domovské středisko do jižních Čech. Skauting ho provázel na každém kroku jeho života a vydal v roce 2002 i knihu o skautingu Rytmus roverského roku, která je příručkou nejen pro rovery, ale i oknem do jeho vzpomínek na Kruh Pavla Křivského.

## Oddíl Kruh
V roce 1966 Honza se svou manželkou Jankou založil dětský turistický oddíl Kruh. Vedli ho v duchu toho, co je Pavel naučil, ale hlavní pro ně bylo, aby vytvořili prostředí, kde by byla respektována pravidla slušnosti a základní lidské hodnoty. Také zakomponovali věci ze skautské praxe. V roce 1968 se Honza prosadil o to, aby se stali členem Skautského hnutí. Bohužel roku 1970 byli nucení opět existovat pod organizací Pionýr. Za pár let přešli pod TJ Sokol Malá Strana jako turistický dětský oddíl. Zde sečkal do roku 1990 kdy se stal členem Ligy lesní moudrosti.
Oddílu se postupně podařilo získat dvě chaty v Krkonoších, které leží asi dvě stě výškových metrů od sebe. Spodní nazvali Beníška a horní Primavera. „Po tom ’68. roce jsme měli předat ten majetek Pionýru a já jsem jim to popsal a oni říkali: ,My tam nebudeme chodit.‘“ Na chatách nebyla voda ani elektřina, takže o ně nikdo moc nestál a oddíl jich mohl využívat pro své výpravy po celou dobu normalizace.